# فرودگاه تسنترالنی
فرودگاه تسنترالنی (به روسی: Аэропорт Центральный) فرودگاهی عمومی واقع در امسک در کشور روسیه است که توسط JSC "Omsk Airport" اداره می‌شود.

## شرکت‌های هواپیمایی و مقصدهای پروازی

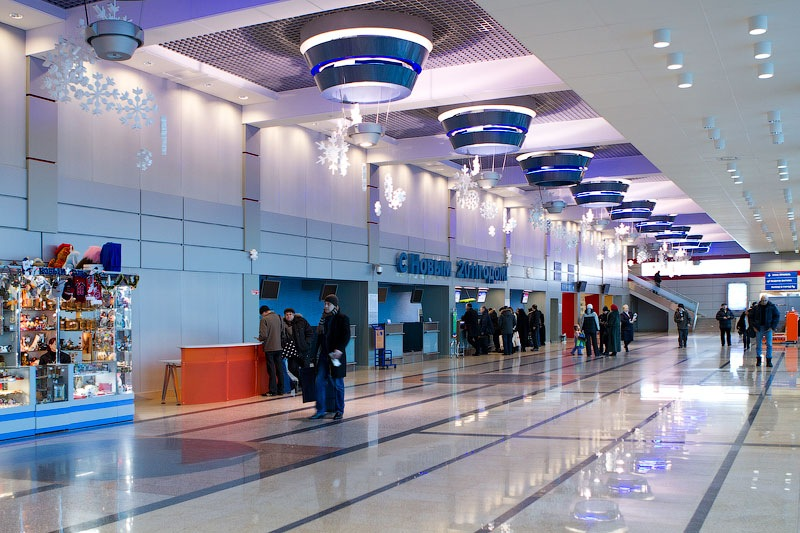
Inside Omsk Airport main terminal.

| شرکت‌های هواپیمایی                 | مقصدهای پروازی                                                                                |
| --------------------------------- | --------------------------------------------------------------------------------------------- |
| آئروفلوت                          | شرمتیوو                                                                                       |
| آئروفلوت اجرا توسط روسیه ایرلاینز | پالکوو فصلی: سوچی                                                                             |
| ایر آستانه                        | آستانه                                                                                        |
| Azur Air                          | چارتر فصلی: سووارنابومی، کام رانح                                                             |
| الین‌ایر                           | چارتر فصلی: سالونیک                                                                           |
| ایر آئرو                          | ایرکوتسک فصلی: آناپا, گلن دژیک (آغاز از ۲۰ ژوئن ۲۰۱۷), پاشکوفسکی (آغاز از ۲۰ ژوئن ۲۰۱۷), سوچی |
| KrasAvia                          | یملیانو، اوفا                                                                                 |
| Nordavia                          | فصلی: سوچی                                                                                    |
| نورداستار                         | کولتسوو                                                                                       |
| Orenburzhye                       | نیژنوارتوفسک                                                                                  |
| رویال فلایت                       | چارتر فصلی: سووارنابومی، دابولیم                                                              |
| اس۷ ایرلاینز                      | دوموده‌دوو، تولمچوا (آغاز از ۱ ژوئیه ۲۰۱۷)                                                     |
| اورال ایرلاینز                    | دوموده‌دوو، سیمفروپول                                                                          |
| یوتی‌ایر اوییشن                    | سورگوت                                                                                        |